# Минг-На Уен
Минг-На Уен (на китайски: 溫明娜) е американска актриса от китайски произход.

## Биография
Родена е в Колоан, Макао, на 20 ноември 1963 г. Майка ѝ и баща ѝ се развеждат, когато е още бебе, и тя заедно с брат си и майка си се премества в Хонконг. На четиригодишна възраст майка ѝ се омъжва повторно за американец от китайски произход и семейството имигрира в Куинс, Ню Йорк, САЩ. Няколко години по-късно доведеният ѝ баща се премества по работа в китайския квартал на Питсбърг семейството заминава с него. След като завършва Университета „Карнеги Мелън“ със специалност „Театър“, Минг-На Уен се премества в Калифорния, за да преследва мечтите си. Участва в сериала As the World Turns от 1988 г., а през 1998 г. озвучава главната героиня в анимационния филм на „Дисни“ „Мулан“.
Уен играе в Young and Passionate - How Life Happens, в който играе от 1988 до 1991 г. През 1992 г. участва във филма Silent Rain с Джеф Даниълс и Линда Хънт. В екшъна от 1994 г. Street Fighter тя играе по-голяма роля заедно с Жан-Клод Ван Дам и Раул Хулия. В One Night Stand от 1997 г. играе ролята на Мими, съпругата на Макс Карлайл, изигран от Уесли Снайпс.
В телевизионния сериал ER Уен първоначално играе като гост-актриса в няколко епизода от първия сезон (1994 – 1995), а след това постоянно от 2000 до 2004 г. За тази роля тя и ансамбълът от актьори са номинирани за наградата на Гилдията на актьорите през 2001 г. Уен също участва в телевизионния сериал Inconceivable (2005) и озвучава анимационни сериали като The Batman (2004 – 2005). През 2009 г. тя поема постоянна поддържаща роля в сериала Старгейт Вселена до отмяната му през 2011 г.
От 2013 г. е част от главния актьорски състав на сериала на „Марвел Студиос“ Агентите на ЩИТ. Сериалът приключва през 2020 г. От 2019 г. тя играе ловеца на глави Фенек Шанд в няколко сериала на „Междузвездни войни“.
През 2017 г. е приета в Академията за филмово изкуство и наука (AMPAS), която присъжда наградите „Оскар“ всяка година. Минг-На Уен е удостоена със звезда на Алеята на славата в Холивуд през 2023 г. за своите артистични постижения.
През 1990 г. Минг-На Уен се омъжва за американския филмов сценарист Кърк Аанес, но връзката им продължава само три години. Развежда се през 1993 г., след което се омъжва за втория си съпруг Ерик Майкъл Зей на 16 юни 1995 г.; имат син и дъщеря.